# Rivierdalnederzetting
Een rivierdalnederzetting is een historische kleine plaats die zich parallel aan de oever van een riviertje of beek heeft ontwikkeld.
Direct aan de beek lagen gewoonlijk de beemden, die als hooiland werden gebruikt. Op de hoger gelegen gronden, verder van de beek, lagen de akkers, en nog verder de heidegebieden.
De rivierdalnederzetting ontstond op één der flanken van de beekvallei, tussen beemden en akkers in, en ontwikkelde zich min of meer lijnvormig, parallel aan de beek.